# Aiguille du Midi

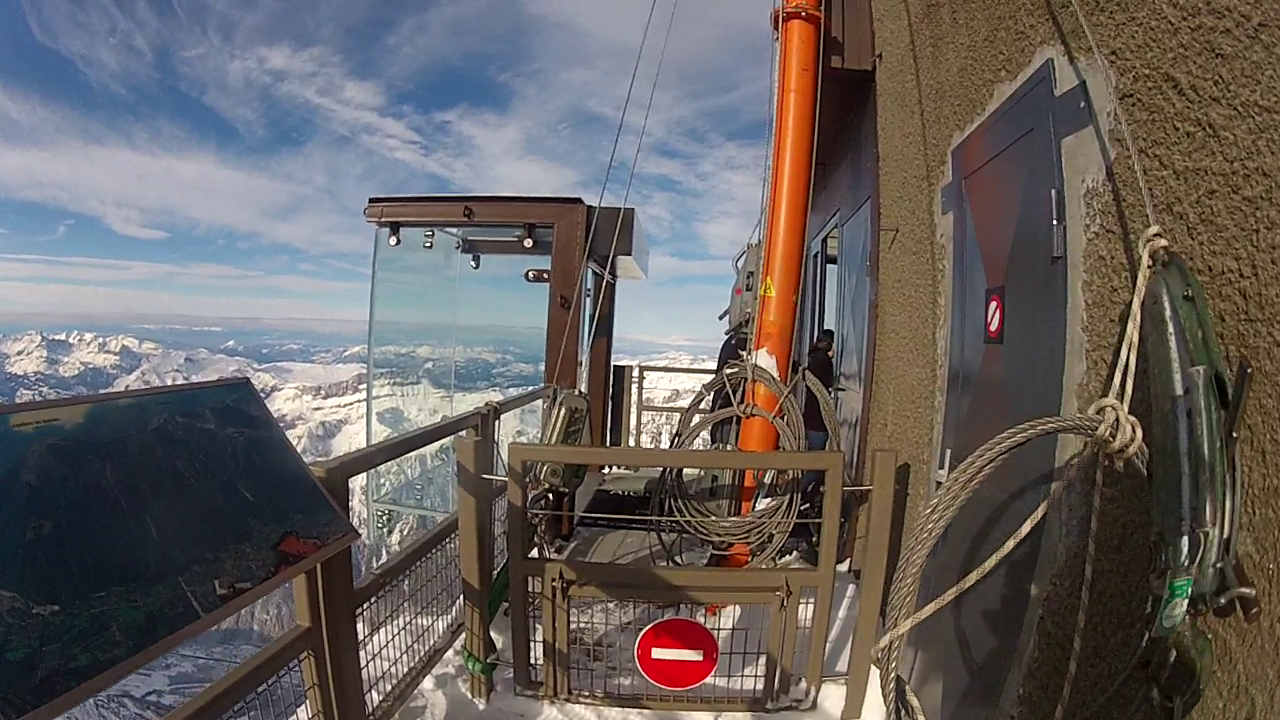
Passo nel vuoto 27-12-2013

L'Aiguille du Midi (traducido al español como La Aguja del Mediodía) es una montaña del Macizo del Mont Blanc, que con una altitud de 3842 metros, es la más alta de las Agujas de Chamonix. Sobre el pico se eleva una torre, portando antenas de telecomunicación, representando el punto culminante actual.
La aguja es el punto de llegada del teleférico de l'Aiguille du Midi. Su estación superior está situada a 3777 metros de altitud, aunque para alcanzar la punta a 3842, existe un ascensor. 
L'Aiguille du Midi es uno de los puntos de partida del Valle Blanco (Vallée Blanche), y de la Telecabina Panorámica del Mont Blanc, que atraviesa el Glaciar du Géant hasta la Punta Helbronner. Esta se encuentra en la frontera con Italia, tiene una altitud de 3462 metros, y desde ella se puede divisar el Valle de Aosta y la región italiana del Piamonte.
El 4 de agosto de 1818 fue alcanzada la cumbre norte de l'Aiguille du Midi por A. Malczewski, J.M. Balmat y otros cinco guías. Posteriormente, el 5 de agosto de 1856, J. A. Devouassoux y A. y J. Simond llegaron a la cumbre sur.
Según la clasificación SOIUSA, la Aiguille de Bionnassay  pertenece:
- Gran parte: Alpes occidentales
- Gran sector: Alpes del noroeste
- Sección: Alpes Grayos
- Subsección: Alpes del Mont Blanc
- Supergrupo: Macizo del Mont Blanc
- Grupo: Grupo del Mont Blanc
- Subgrupo: Grupo de la Aiguille du Midi
- Código: I/B-7.V-B.3.a